# Istoria militară a Franței în timpul celui de-al Doilea Război Mondial
Istoria militară a Franței în timpul celui de-al doilea război mondial acoperă mai multe perioade:
- 1939 - 1940, perioada participării la război a celei de-a treia Republici Franceze,
- 1940 - 1945, perioadă marcată de luptele dintre forțele Regimului de la Vichy și cele ale Franței Libere de sub comanda lui Charles de Gaulle,
- perioada luptelor din Europa,
- perioada  eliberării Franței de către Aliații occidentali, FFL și FFI
- perioada participării francezilor la faza finală a războiului împotriva Germaniei Naziste

Franța, alături de Regatul Unit, a fost unul dintre primii participanți la luptele celui de-al doilea război mondial, după ce a declarat război Germaniei Naziste ca urmare a invadării Poloniei din 1939. După războiul ciudat din 1939-1940, germanii au declanșat o ofensivă remarcabilă în Țările de Jos și, în timpul Bătăliei Franței, au reușit să înfrângă într-un mod neașteptat a treia Republică Franceză. Franța a capitulat în mod oficial în fața Germaniei pe 25 iunie 1940. În Franța a fost instaurat un regim colaboraționist condus de Philippe Pétain – Regimul de la Vichy. Pe 18 iunie 1940, Charles de Gaulle a ținut un discurs memorabil radiodifuzat destinat poporului francez, prin care chema la continuarea luptei împotriva Axei. De Gaulle nu a recunoscut legitimitatea Regimului de la Vichy și a format guvernul Franței Libere în exil. Efectivele francezilor liberi a crescut după succesele Aliaților din Africa de Nord, Italia și după debarcarea din Normandia. Pe 25 octombrie 1944, guvernele Regatului Unit, Statelor Unite și Uniunii Sovietice au recunoscut în mod oficial regimul lui de Gaulle drept guvern provizoriul al Franței. Recrutările efectuate în Franța eliberată au dus la o creștere notabilă a efectivelor armatelor franceze. Până la sfârșitul războiului din mai 1945, Franța avea sub arme 1.250.000 de oameni, dintre care 10 divizii luptau în Germania.

## Preludiu
La încheierea primului război mondial, nemulțumirile generate de prevederile Tratatului de la Versailles a dus la numeroase confruntări politice și câteva conflicte militare minore între Aliații învingători. Problemele economice și decepțiile din perioada postbelică au dus la stabilirea unor regiumuri dictatoriale și imperialiste în Italia (Benito Mussolini) și Germania (Adolf Hitler).

### Nemulțumiri legate de tratatul de la Versailles
Tratatul de pace de la Versailles nu a satisfăcut pe mulți dintre cei implicați. Aliații au impus niște despăgubiri de război uriașe Germaniei și au cerut acestei țări să accepte întreaga răspundere pentru declanșarea războiului, ceea ce nemulțumit numeroși germani. Capacitatea militară a Germaniei a fost puternic limitată în urma semnării tratatului de pace. Franța a dorit să pedepsească Germania pentru cei patru ani de lupte îngrozitoare, dar, deși a recăpătat Alsacia și Lorena și a obținut controlul asupra regiunii demilitarizate de la vest de fluviul Rin, nu i s-a permis să mențină trupe de ocupație în Germania. Tratatul de pace a slăbit Germania suficient de mult pentru a provoca furia germanilor, dar nu suficient de mult pentru a o împiedica să pornească un nou război în viitor.

### Invadarea Ruhrului
În 1923 și 1924, trupele franco-belgine au ocupat regiunea industrializată Ruhr a Germaniei, ca urmare a încapacității Republicii de la Weimar să-și plătească reparațiile de război impuse prin tratatul de pace. Invazia, inițiată de primul ministru al Franței Raymond Poincaré, a fost declanșată pe 1 ianuarie 1923. Acțiunea avea ca obiectiv ocuparea centrelor germane carbonifere și siderurgice din valea Ruhrului. În plan internațional, invazia a dus la o creștere a simpatiei pentru Germania. Francezii, care se confruntau cu mari probleme economice, au acceptat în cele din urmă Planul Dawes și s-au retras din zona ocupată în perioada iulie-august 1925.

### Cucerirea puterii de către Mussolini și Hitler
În 1922, Benito Mussolini a preluat puterea în Italia. Regimul său fascist a sperat să poată crește prestigiul Italiei peste hotare prin cuceriri coloniale și prin întărirea forței militare. În 1935, Italia a invadat și ocupat Etiopia după o luptă de șapte luni. Chiar mai înainte de declanșarea celui de-al doilea război mondial, Italia a invadat Albania pe 7 aprilie 1939.
Adolf Hitler a devenit Cancelar al Germaniei în 1933 și Führer în 1934, după moartea lui Hindenburg. Hitler a dorit să schimbe prevederile tratatelor de pace semnate la sfârșitul primului război mondial și starea de spirit a germanilor, umiliți de Tratatul de pace de la Versailles. El a încălcat mai multe prevederi ale tratatului de la Versailles, inclusiv cele cu privire la demilitarizarea regiunii Ruhr și cele cu privire la limitele impuse forțelor armate germane. De asemenea, el a încercat să extindă „spațiul vital” (Lebensraum) al germanilor prin diferite mașinațiuni politice. În 1938, Germania și Austria au fost unite prin așa-numitul Anschluss. Ca urmare a presiunii politice crescânde asupra Cehoslovacia cu privire la regiunea Sudeților  și în ciuda alianței franco-cehoslovace, Franța, Regatul Unit, Germania și Italia au căzut de acord în timpul Conferinței de la München să forțeze Praga să cedeze teritoriul în litigiu. Cehoslovacia a cedat o parte a teritoriului ei, o zonă puternic industrializată, cu numeroase fortificații militare, rămânând cu economia și apărarea dezorganizate. Germania a ignorat prevederile înțelegerii și a invadat restul Cehoslovaciei în martie 1939. Hitler, fiind sigur că Franța și Regatul Unit nu vor interveni în sprijinul Poloniei, așa cu nu interveniseră nici în sprijinul Cehoslovaciei, a hotărât să invadeze Polonia pe 1 septembrie 1939. După două zile, Franța a declarat război Germaniei.

### Campania din Polonia și războiul ciudat
Invadarea Poloniei a fost un succes răsunător al forțelor germane și sovietice, Armata Roșie intrând în luptă pe 17 septembrie 1939. Germanii au învins armata poloneză și au ocupat cea mai mare parte a Poloniei vestice și centrale. Franța a încercat să-și onoreze obligațiile asumate față de aliatul polonez, dar ofensiva din Saar a fost un eșec militar. Forțele franco-britanice și cele germane au fost implicate în așa-numitul „război ciudat”, conflict militar în timpul căruia nu au avut loc lupte de aploare pe teritoriul Europei continenteale. În aprilie 1940, Germania a invadat Danemarca și Norvegia.

## Bătălia Franței

### Preludiu

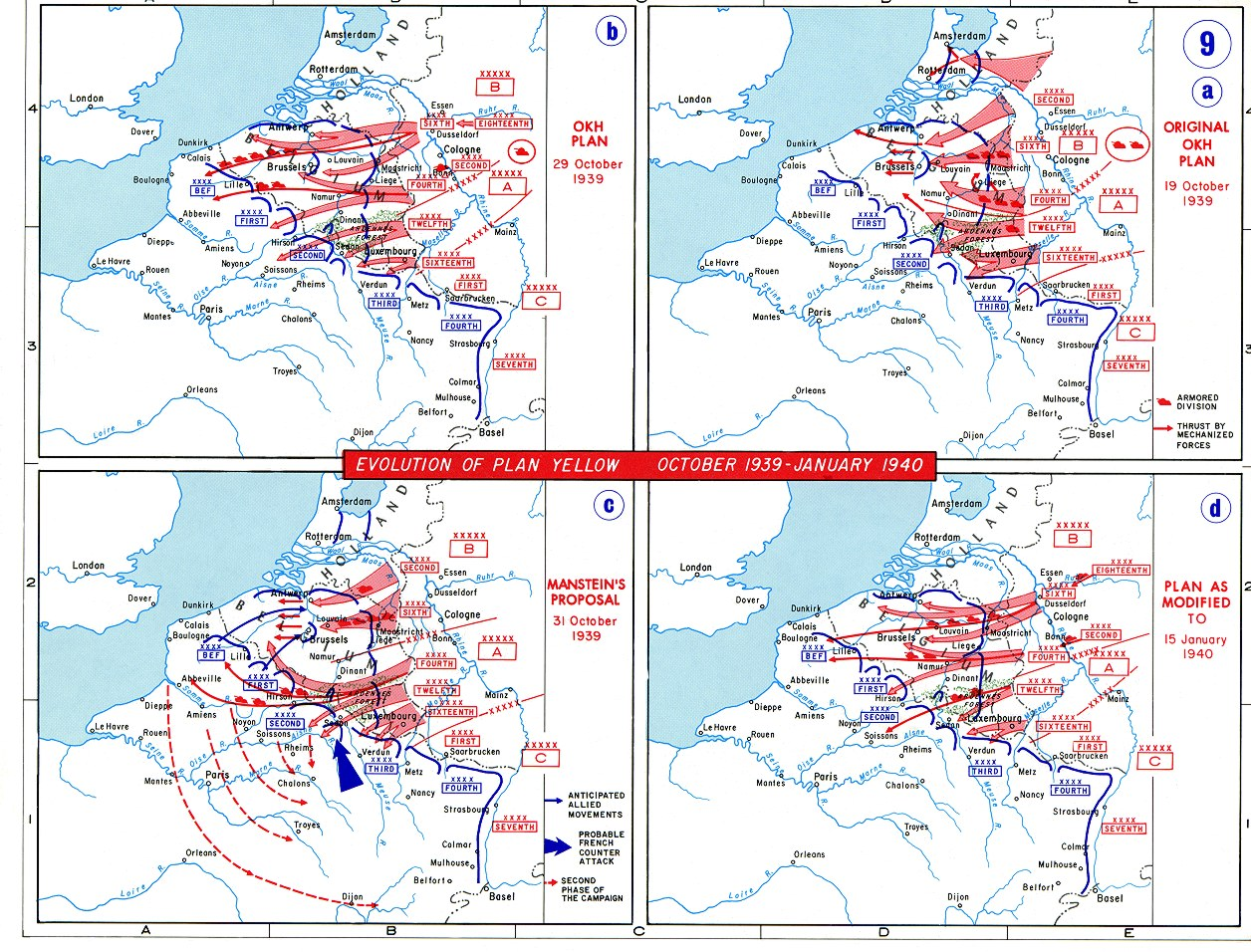
Evoluția invaziei germane în Franța

Nici francezii, nici britanicii nu anticipaseră o victorie atât de rapidă a germanilor în Polonia. Realitățile noii forme de război mecanizat a pus pe gânduri mai mulți generali britanici și francezi, dar majoritatea ofițerilor superiori Aliați considerau că Germania poate fi învinsă, chiar și în lipsa unui front de răsărit, la fel ca în primul război mondial, prin blocadă. Această părere era împărtășită mai mult de planificatorii militari britanici, decât de cei francezi, poate unde Franța suferise mult mai mult, atât din punct de vedere material, cât și uman în prima conflagrație mondială. Premierul francez Edouard Daladier era conștient de diferențele economice și de dotare ale armatei față de Germania. 
Comandantul suprem al armatei franceze, Maurice Gamelin se aștepta la o campanie germană asemănătoare cu cea din primul război mondial. Gamelin se aștepta ca germanii să reediteze Planul Schlieffen și, în ciuda faptului că armata franceză din deceniul al patrulea era organizată să fie capabilă să desfășoare acțiuni ofensive, conducerea militară franceză considera că este mai potrivit să întâmpine amenințarea germană în mod defensiv. Această alegere era generată de credința că Franța nu este pregătită militar și economic să lanseze o ofensivă inițială încununată de succes. După părerea conducerii militare franceze, era de dorit ca aliații să aștepte până în 1941, pentru a exploata la  maximum superioritatea lor economică. Pentru a răspunde amenințării germane – un atac principal în Țările de Jos, care ar fi ocolit fortificațiile de pe Linia Maginot – Gamelin avea intenția să trimită cele mai bune unități ale armatei franceze, alături de Corpul expediționar britanic, în nord, în regiunea râului Dyle, la est de Bruxelles. Planul original al germanilor corespundea în cea mai mare parte așteptărilor lui Gamelin.
Prăbușirea în Belgia a unui avion ușor la bord doi ofițeri germani, care aveau asupra lor o copie a planului în vigoare la acea dată, l-a forțat pe Hitler să schimbe planul și să caute o alternativă originală. Planul final Fall Gelb (Operațiunea Galben) a fost sugerat de generalul Erich von Manstein, pe atunci șef al Statului Major al lui Gerd von Rundstedt, dar a fost respins într-o primă fază de Marele Stat Major German. Planul propunea o străpungere adâncă mai la sud de ruta originală. Acest atac avea avantajul folosirii capacității mari de deplasare a diviziilor unificate de Panzere, care ar fi separat și încercuit cu ușurință forțele inamice. Marea calitate a planului era că părea imposibil de realizat din punctul de vedere al apărătorilor, dat fiind faptul că atacul trebuia declanșat prin zona împădurită a munților Ardeni, cu drumuri greu accesibile, nepotrivite pentru deplasare diviziilor mecanizate. Propunerea foarte îndrăzneață i-a captat atenția lui Hitler.
Planul lui Manstein era ca atacul german să străpungă centrul frontului aliat cu o forță copleșitoare, să prindă în capcană forțele inamice din nord, după care să continue atacul spre Paris. Planul germanilor a fost facilitat de faptul că aliații erau pregătiți să răspundă atacului original: o mare parte a trupelor franco-britanice au fost deplasate în nord pentru apărarea Belgiei și Picardiei. Pentru a-i păcăli pe aliați, Grupul de armate B al germanilor a făcut preparative vizibile pentru atacul în Belgia și în Țările de Jos.
Comandamentul aliat și oamenii politici de frunte, după ce au intrat în posesia planului de invazie inițial, au fost foarte siguri că pot obține victoria împotriva germanilor în chiar primele faze ale războiuliu. Spre deosebire de ei, generalul Gamelin și comandantul corpului expediționar britanic, John Vereker, au considerat corect că germanii vor concepe un alt plan de atac în locul celui deconspirat. Treptat, Gamelin a ajuns la concluzia că germanii vor încerca o străpungere cu ajutorul unei concentrări ample a forțelor lor mecanizate. Era puțin probabil că ei să străpungă Linia Maginot pe flancul drept, sau să înfrângă rezistența aliată de pe flancul stâng. Singura posibilitate de atac cu sorți de izbândă ar fi rămas centrul frontului. Dar cea mai mare parte a centrului frontului era acoperit de râul Meuse. Tancurile nu puteau fi folosite împotriva pozițiilor fortificate apărate și de un mare curs de apă. Totuși, în dreptul orașului Namur, râul făcea o întoarcere bruscă spre est, creând o pungă între apele sale și cele ale râului Dyle. Această zonă, (poarta Geambloux), era ideală pentru războiul mecanizat și era un punct foarte slab în apărarea aliată. Gamelin a decis să concenteze o jumătate din forțele sale blindate în această zonă. Desigur, ar fi fost posibil ca germanii să încerce cucerirea pozițiilor de pe Meuse cu ajutorul infanteriei, dar o reușită putea fi asigurată doar cu sprijinul masiv al artileriei, construirea unei asemenea forțe nefiind la îndemâna germanilor în acel moment.

### Campania din Țările de Jos și din nordul Franței
Germania și-a lansat ofensivă – Planul Galben – în dimineața zilei de 10 mai. În timpul nopții, germanii au ocupat Luxemburgul, iar dimineața, Grupul de armate B (Bock) a lansat un atac diversionist în Olanda și Belgia. Parașutiștii germani au executat atacuri surpriză la Haga, pe drumul spre Rotterdam și împotriva fortului belgian Eben-Emael, pentru a facilitat înaintarea înaintării Grupului de armate B.
Comandamentul aliat a reacționat imediat, trimițând forțe suplimentare spre nord, considerând că vechiul plan Schlieffen nu se schimbase. Această mișcare a fost făcută de cele mai bune trupe, cu prețul scăderii mobilității lor prin scăderea rezervelor de combustibil. În acea seară, trupele franceze au traversat granița olandeză.
Aviația militară franco-britanică s-a dovedit mult mai puțin eficientă decât speraseră comandanții aliați. Luftwaffe a obținut rapid superioritatea aeriană, lipsindu-i pe aliați de posibilitatea recunoașterii aeriene și distrugându-le cumunicațiile și capacitatea de coordonare.
Deși germanii reușiseră să cucerească și să apere toate podurile vitale spre și dinspre Rotterdam, încercarea lor de cucerire a orașului Haga, unde se afla sediul guvernului olandez, a eșuat. Aeroporturile care deserveau orașul (Ypenburg, Ockenburg, and Valkenburg) au fost cucerite după lupte sângeroase pe 10 mai, doar pentru a fi pierdute în fața unui atac violent al două divizii de infanterie de rezervă olandeze.  Olandezii au ucis 1.745 de parașutiști inamici și au evacuat în Anglia 1.200 de prizonieri germani.
Francezii au mărșăluit spre nord pentru a stabili legătura cu armata olandeză. Ei nu au înțeles intențiile strategice ale germanilor și au eșuat în încercarea de a bloca atacul asupra Rotterdamului a Diviziei a 9-a blindată germană. Rotterdamul a fost cucerit de germani pe 13 mai. Armata olandeză, deși suferise pierderi mici, a fost copleșită din punct de vedere numeric și a fost nevoită să se predea pe 14 ani, după ce germanii au bombardat sălbatic Rotterdamul. Trupele olandeze din Zeeland și din colonii au continuat să lupte, în timp ce regina Wilhelmina a format un guvern în exil în Regatul Unit. 
Punctul central al defensivei belgiene, fortul Eben-Emael, a fost asediat de trupele aeropurtate germane aduse în regiune cu planoarele pe 10 mai. Succesul parașutiștilor a permis forțelor principale germane să traverseze fără probleme Canalul Albert, deși, pentru o vreme, sosirea militarilor britanici a stabilizat pentru o scurtă perioadă de timp situația pe front. Planul lui Gamelin părea îndeplinit în momentul în care armatele britanice au ajuns la Dyle. după acest moment, a avut loc o importantă bătălie de tancuri între blindatele franceze și cele germane, în timpul cărora au fost distruse aproximativ 100 de vehicule din ambele tabere. Părerea generală a aliaților era că ofensiva germană în Belgia a fost oprită, dar era doar o aparență înșelătoare.

### Străpungerea germană

Ofensiva Blitzkrieg de la jumatea lunii mai 1940

În centru, Grupul de Armate A a străpuns frontul infanteriei belgiene și Diviziei de cavalerie ușoară franceză, a înaintat în Ardeni și a ajuns în apropierea orașului Sedan în noaptea de 12-13 mai. Pe 13 mai, germanii au forțat traversarea fluviului Meuse lângă Sedan. Francezii se așteptaseră ca germanii să aibă nevoie de timp pentru masarea în regiune a unităților de artilerie. În schimb, germanii s-au folosit de bombardamentele aeriene. Avioanele germane au executat „bombardamente-covor” și, punctual, au folosit și bombardierele în picaj, creând o spărtură în liniile de apărare franceze. Sedanul era apărat de divizia a 55-a franceză, formată din rezerviști. Elementele avansate ale diviziei au rezistat aproape întreaga zi de 13 mai, respingând majoritatea atacurilor germane. Atacurile aeriene germane au distrus bateriile de artilerie franceze. Infanteriștii diviziei a 55-a s-au simțit izolați și abandonați. Combinația dintre efectul psihologic al atacurilor aeriene, întărirea continuă a pozițiilor germane, înaintarea profundă a unor mici unități de elită germane și lipsa sprijinului aerian și de artilerie a făcut ca rezistențe francezilor să se prăbușească în dimineața zilei de 14 iunie. Atacul aerian german din ziua de 13 mai, în care avioanele au executat 1215 misiuni, a fost cel mai mare bombardament văzut până atunci și a avut contribuția decisivă în succesul infanteriei germane. Debandada diviziei franceze de la Sedan s-a transmis în adâncimea liniilor franceze prin intermediul soldaților care se retrăgeau panicați. În timpul nopții, unele unități de pe linia defensivă de la Bulson au intrat în panică atunci când s-au răspândit zvonurile nereale conform cărora tancurile germane se aflau deja în spatele pozițiilor lor. Pe 14 mai, două batalioane de tancuri și unități de infanterie din Divizia a 71-a nord-africană au încercat fără succes să distrugă capetele de pod germane. Respingerea contraatacului tancurilor franceze a fost posibilă și datorită unităților antitanc germane, care traversaseră în grabă, pe poduri de pontoane, în dimineața aceleiași zile. Pe 14 mai, toate bombardierele ușoare aliate au fost angajate într-o încercare de distrugere a podurilor de pontoane ale inamicului. Aliații au suferit pierderi foarte mari și nu au reușit să distrugă țintele propuse.. În ciuda eșecurilor înregistrate de aceste contraatacuri plănuite în mare grabă, armata franceză a reușit să restabilească o linie defensivă continuă mai spre sud, pe flancul vestic al capetelor de pod. Cu toate acestea, defensiva franceză se afla în pragul prăbușirii.
Comandantul Armatei a 2-a franceză, generalul Huntzinger, a luat măsuri rapide pentru întărirea pozițiilor sale. Divizia a 3-a blindată de rezervă și o divizie motorizată au reușit să oprească înaintarea germanilor în acest sector. Pe de altă parte, comandantul german al Corpului al 30-a de tancuri, Heinz Guderian, nu era interesat de flancul lui Huntzinger. El a lăsat doar Divizia a 10-a Panzer să protejeze capul de pod de eventualele atacuri ale blindatelor franceze și a mutat Diviziile I și II rapid spre vest pe data de 15 mai, reușind să taie flancul Armatei a 9-a franceze. Această manevră a silit Divizia a 102-a franceză, care bloca înaintarea Corpului al 16-a Panzer la Monthermé, să se retragă. În timp ce Armata a 2-a franceză fusese lovită puternic și nu mai era capabilă de o ripostă corespunzătoare, Armata a 9-a a ajuns la un stadiu avansat de dezintegrare după ce, în Belgia, diviziile sale nu au avut timp suficient să organizeze linii fortificate, fiind împinse înapoi de atacurile viguroase ale infanteriei germane. Starea de derută a Armatei a 2-a i-a permis Diviziei a 7-a blindată germană condusă de Erwin Rommel să străpungă frontul. Pe 15 mai, Divizia germană de tancuri a fost surprinsă de către Divizia I franceză de blindate în timp ce realimenta și, în ciuda pierderilor grele ale francezilor, înaintarea germană a fost stopată.
Pe 16 mai, Guderian și Rommel au refuzat să execute ordinele explicite primite de la superiorii lor, care le ceruse să oprească orice înaintare, și au atacat spre vest cu vigoare. Guderian a ajuns cu divizia sa până la Marle, 80 km vest de Sedan, iar Rommel a traversat râul Sambre la Le Cateau, la 100 km de capul de pod de la Dinant. Superiorii celor doi generali au reacționat imediat la acest act deschis de insubordonare. În timp ce Rommel era de negăsit, (se deplasase atât de rapid, încât ieșise din raza de acoperire a radio-emițătoarelor, ceea ce a făcut ca divizia sa să fie supranumită Gespenster-Division, "Divizia fantomă"), superiorul lor, von Kleist, s-a deplasat pe calea aerului în dimineața zilei de 17 mai la cartierul general al lui Guderian și l-a demis. Totuși, mareșalul von Rundstedt a refuzat să confirme ordinul.

### Reacția Aliaților
Unitățile germane de blindate și-au încetinit considerabil acum înaintarea și au ajuns într-o poziție vulnerabilă. Ele erau întinse periculos de mult, tanchiștii erau obosiți iar rezervele de combustibil erau la limită. Mai multe tancuri s-au defectat. Între pozițiile infanteriei și cele ale blindatelor era o depărtare mult prea mare. Un atac hotărât al unor unități aliate mecanizate ar fi putut izola blindatele germane și, mai apoi, le-ar fi distrus.
Înaltul comandament francez își revenea cu greu după șocul ofensivei neașteptate și era caracterizat prin defetism. În dimineața zilei de 15 mai, primul ministru al Franței, Paul Reynaud, i-a dat un telefon proaspăt alesului premier al Regatului Unit, Winston Churchill, și i-a spus „Am fost învinși. An fost bătuți; am pierdut bătălia”. Churchill a încercat să-l liniștească pe Reynaud, amintindu-i că, în timpul primului război mondial, germanii reușiseră de asemenea să spargă frontul aliat, pentru ca, până la urmă, să fie opriți. Premierul francez era însă descurajat definitiv.
Churchill a zburat la  Paris pe 16 mai și și-a dat seama de gravitatea situației în momentul în care a observat că guvernul francez începuse distrugerea documentelor secrete și se pregătea să abandoneze capitala. În timpul unei întâlniri sumbre cu liderii militari francezi, Churchill l-a întrebat pe Gamelin cu privire la rezervele strategice, care salvaseră Parisul în timpul primului război mondial, primul a răspuns că nu există nici un fel de astfel de rezervă. Mai târziu, Churchill a recunoscut că acela a fost cel mai șocant moment din viața sa. Când premierul britanic l-a întrebat pe generalul francez când este programat contraatacul împotriva flancurilor germanilor, Gamelin a răspuns doar „inferioritate numerică, inferioritate materială, inferioritate a metodelor”.
Gamelin avea dreptate: cele mai multe divizii de rezervă fuseseră deja trimise pe front. Singura divizie de blindate care se mai afla în rezervă, Divizia a 2-am a intrat în acțiune pe 16 mai. Totuși, această divizie era una foarte specializată, destinată atacării pozițiilor fortificate. Această divizie putea fi folosită cu succes în apărare, dacă tancurile erau îngropate, dar avea o utilitate limitată în cazul acțiunilor care necesitau viteză mare de deplasare. Tacurile din unitatea de rezervă nu puteau executa acțiuni combinate cu infanteria pentru că pur și simplu nu aveau în componență unități de infanterie motorizată, aveau o mobilitate tactică redusă, tancurile grele din dotare trebuind să fie alimentate de două ori pe zi. Pentru a contrabalansa toate dezavantajele, divizia s-a împărțit în subunități mai mici, care încercau să acopere o mare suprafață de teren. Deși aceste subunități au luptat cu eroism, efectul strategic a fost neînsemnat.
În acest timp, cele mai bune unități din nord încă mai opuneau rezistență. Dacă ar fi fost ținute în rezervă, ar fi putut fi folosite eventual pentru o contraofensivă hotărâtoare. Dar ele își pierduseră din capacitatea de luptă în timpul deplasării spre nord, orice mutare spre sud ar fi dus la pierderi și mai mari. Cea mai importantă divizie aliată, Divizia I mecanizată ușoară, era desfășurată în regiunea Dunkerque pe data de 10 mai și a trebuit să se mute 220 km spre nord-est în doar 32 de ore. Ajunsă în dreptul orașului olandez 's-Hertogenbosch, divizia a fost obligată să se retragă spre sud, în condițiile în care deja olandezii se retrăseseră spre nord. Când au intrat în contact cu inamicul, din cele 80 de tancuri SOMUA S 35, numai trei mai erau în stare de funcționare, restul fiind defecte.
Cu toate acestea, o decizie radicală de retragere în continuare spre sud, evitând contactul cu inamicul, ar fi dus la salvarea a celei mai mari părți a unităților mecanizate și motorizate. Pe de altă parte, o asemenea mișcare a unităților mecanizate ar fi lăsat fără sprijinul corespunzător aproximativ 30 de divizii de infanterie. Pierderea Belgiei fusese deja lovitură politică grea. În plus, Aliații erau nesiguri cu privire la intențiile germanilor. Amenințarea germană se manifesta pe patru direcții: spre nord, unde germanii puteau ataca direct forța principală aliată; spre vest, atac prin se putea  izola forța principală aliată, spre sud, pentru ocuparea Parisului și chiar spre răsărit, pentru cucerirea Liniei Maginot prin asaltul de pe două flancuri. Francezii au luat decizia să creeze o nouă rezervă, care să apere Parisul,  prin folosirea unor forțe retrase de pe linia Maginot.
Clonelul Charles de Gaulle a fost numit la comanda Diviziei a 4-a formată în grabă. Divizia a declanșat un atac dinspre sud și a obținut o serie de succese. Ca urmare, a fost avansat la gradul de general de brigadă. Cu toate succesele locale, atacurile lui de Gaulle din zilele de 17 și 19 mai nu au schimbat în mod semnificativ situația generală a frontului.

### Atacurile în regiunea Canalului Mânecii, bătălia de la Dunkerque și planul Weygand
În vreme ce aliații nu au întreprins mai nimic împotriva unităților germane de tancuri care erau oprite din lipsă de combustibil, germanii și-au realimentat blindatele pe 17 și 18 mai, și-au odihnit echipajele și au efectuat reparațiile necesare. Pe data de 18 mai, Rommel a ocupat orașul Cambrai, părăsit de francezii păcăliți de un atac simulat al trupelor germane.
Pe 19 mai, Înaltul Comandament German a devenit foarte încrezător în victorie. Aliații păreau incapabili să țină pasul cu evenimentele. Părea că nu există nicio amenințare serioasă din sud. Generalul Franz Halder, șeful OKH, a început să-și pună întrebarea dacă nu era potrivit un atac direct spre Paris, pentru a scoate Franța din luptă dintr-o singură mișcare. Trupele aliate din nord se retrăgeau spre râul Scheldt, lăsând flancul drept descoperit la atacurile germane din partea Diviziilor a 3-a și a 4-a de tancuri. Germanii nu au permis reorganizarea defensivei franceze și au hotărât să le taie retragerea. A doua zi, Corpurile de tancuri germane au străpuns liniile slabe ale Diviziilor britanice a 18-a și a 23-a, au ocupat Amiens și cel mai vestic pod peste râul Somme de la Abbeville. Această mișcare a izolat trupele britanice, franceze, olandeze și belgiene din nord. În dimineața zilei de 20 mai, o unitate de recunoaștere a Diviziei a 2-a Panzer a ajuns până la Noyelles. De pe pozițiile cucerite, germanii puteau vedea vărsarea râului Somme prin estuarul de la Canalul Mânecii.
Pe 20 mai, premierul francez  Paul Reynaud l-a demis pe Maurice Gamelin și l-a numit în schimb în funcție pe Maxime Weygand, care a început imediat să facă planuri pentru stoparea înaintării germane. Planul Weygand prevedea strângerea în cleștele atacurilor combinate dinspre sud și nord a coloanelor avansate de tancuri germane. Văzut pe hartă, planul părea realizabil. Culoarul prin care corpurile germane de tancuri se îndreptau spre litoral avea aproximativ 40 km. Cel puțin pe hârtie, Weygand dispunea de suficiente forțe pentru executarea misiunii: în nord trei divizii mecanizate și de tancuri aliate, iar în sud divizia lui de Gaulle. Teoretic, aceste mari unități dispuneau de aproximativ 1.200 de tancuri. În schimb, diviziile germane erau din nou vulnerabile, cu rezerve de combustibil reduse și cu numeroase tancuri defecte. În fapt, condițiile reale ale diviziilor aliate era foarte proastă. Atât în nord cât și în sud, francezii puteau aduna foarte puține tancuri funcționale. Weygand s-a deplasat pe calea aerului la Ypres pe 21 mai pentru ca să convingă forțele aliate din nord de viabilitatea planului său.
În aceeași zi, pe 21 mai, un detașament al Forței Expediționare Britanice comandate de generalul Harold Edward Franklyn a încercat să încetinească ofensiva germană sau poate chiar să taie și să izoleze vârful ofensivei armatei naziste. În timpul luptei de la Arras, tancurile grele britanice Matilda și-au demonstrat superioritatea în fața blindatelor și tunurilor antitanc germane. Raidul britanic a surclasat două regimente de panzere și a provocat panică printre germani. Erwin Rommel, aflat la Arras, a raportat că este atacat de sute de tancuri inamice, deși acțiunea britanică era purtată doar de 58 de blindate. Atacul britanic a întârziat pentru o scurtă perioadă de timp înaintarea germană. Germanii au trimis ajutoare în regiune, iar britanicii au fost forțați să se retragă .
Deși acest atac nu a fost parte a unui atac general aliat pentru distrugerea blindatelor germane, Înaltul Comandament German s-a speriat chiar mai mult decât Rommel. Comandanții germani se temeau ca trupele lor de elite să cadă într-o încercuire și să fie distruse de atacul a mai multor mii de tancuri aliate. A doua zi însă, înțelegând situația reală, Guderian a primit ordinul să atace spre nord spre porturile de la Canalul Mânecii - Boulogne și Calais, prin spatele forțelor aliate din nord.
În ziua de 22 mai, tancurile și infanteria franceze au încercat să atace din spre Arras, dar în acel moment blindatele germane primiseră deja sprijinul infanteriei și au fost capabile să respingă atacul aliat. 
Pe 24 mai a fost declanșat primul atac dinspre sud al Diviziei a 7-a franceze, sprijinite de câteva tancuri. Asaltul împotriva Amiensului a fost un eșec. Pe 27 mai, Divizia I britanică de tancuri, adusă în mare grabă din Anglia, a atacat la Abbeville, dar a fost respinsă și a suferit pierderi uriașe. A doua zi și unitățile de blindate conduse de generalul de Gaulle au declanșat un ataca, dar la rândul lor au fost înfrânte. În acest moment, nici măcar un succes de amploare al aliaților anglo-francezi nu ar mai fi putut salva forțele încercuite în nord.
În dimineața zilei de 23 mai, forțele franceze de la Arras s-au retras. Comandantul lor nu avea încredere în planul lui Weygand și nici în propunerea acestuia de a se apăra într-o pungă fortificată în Flandra, („Réduit de Flandres”). Porturile maritime care ar fi trebuit să asigure aprovizionarea zonei fortificate erau deja în primejdie să fie cucerite. În aceeași zi, diviziile de tancuri germane au atacat orașele Boulogne și Calais. Garnizoana britanică din Boulogne a capitulat pe 25 mai, dar 4.368 de soldați au putut fi evacuați. Garnizoana din Calais  a capitulat două zile mai târziu, deși primise în ultimul moment întăriri – un regiment de tancuri și o brigadă motorizată britanice.
În timp ce Divizi I Panzer era gata să atace trupele aliate aflate la Dunkerque pe 25 mai, Hitler a ordonat pe 24 oprirea asaltului. Aceasta este una dintre cele mai controversate decizii ale întregului război. Hermann Göring l-a convins pe Hitler că Luftwaffe poate împiedica evacuarea trupelor aliate. De asemenea, von Rundstedt l-a avertizat pe Hitler că orice atac al tancurilor în acel moment ar fi dus la o perioadă mai lungă de refacere a capacității de luptă. Atacul zonelor urbane nu era o însărcinare obișnuită pentru unitățile de tancuri conform tuturor doctrinelor operaționale ale vremii.
Trupele încercuite franceze, belgiene și britanice au lansat pe 26 mai Operațiunile Dynamo și Ariel, pentru evacuarea militarilor din Belgia și Pas-de-Calais. Poziția aliaților a fost complicată de capitularea de pe 27 mai a regelui Leopold al III-lea al Belgiei.
În atmosfera generală de confuzie, în timp ce se desfășura evacuarea de la Dunkerque, iar Parisul era asediat, au fost trimise o divizie canadiană și una britanică la Brest în Normandia care a înaintat spre capitala Franței cam 320 km până în momentul în care Parisul a capitulat. De asemenea, odată cu aceste unități de infanterie a fost trimisă în Normandia o escadrilă RAF, pentru asigurarea acoperirii aeriene. Aceste unități au fost evacuate în siguranță în Regatul Unit.

### Înfrângerea Franței

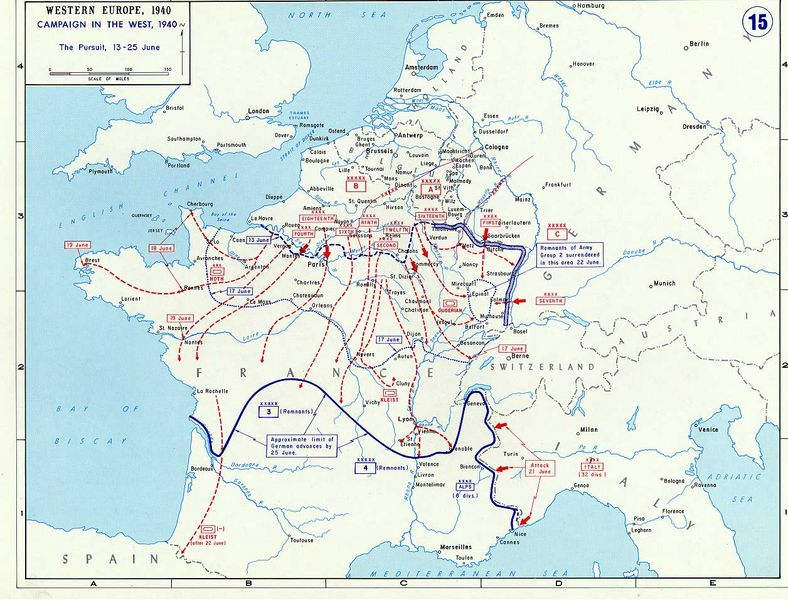
Ofensiva germană din iunie a pecetluit soarta Franței

Cele mai bine înarmate și antrenate armate au fost trimise în nord și au fost pierdute în urma încercuirii care a urmat. Franța a pierdut unitățile dotate cu cele mai bune arme grele sau tancuri.  Weygand avea de apărat un front uriaș, de la Sedan la Canalul Mânecii. Guvernul francez și-a pierdut încrederea în victorie, în special după momentul în care britanicii au început să-și evacueze corpul expediționar. Germanii au lansat sloganul ironic propagandistic; „Britanicii vor lupta până la ultimul francez!”
Germanii au reluat ofensiva pe 5 iunie în regiunea Somme. Atacul blindatelor germane a străpuns linia franceză plasată de Weygand în vederea apărării capitalei. Pe 10 iunie, guvernul francez a fost evacuat la Bordeaux, iar Parisul a fost declarat oraș deschis. Churchill a participat pe 11 iunie la consiliul de război de la Briare. Francezii au cerut premierului britanic să trimită pe continent toate forțele aeriene disponibile. Churchill a refuzat deoarece mai avea la dispoziție doar 25 de escadrile și a considerat că bătălia decisivă se va da în spațiul aerian britanic, (vedeți și: Bătălia Angliei). Amiralul François Darlan i-a  promis lui Churchill că nu va lăsa ca flota franceză să cadă în mâinile germanilor.
Pe 10 iunie, Italia Fascistă a declarat război Franței și Regatului Unit. Pe 21 iunie, trupele italiene au atacat Franța, traversând frontiera prin trei locuri. Cele  32 de divizii italiene au atacat cele patru divizii franceze. Luptele au continuat până pe 22 iunie, când generalul  Andre Gaston Pretelat, comanandantul Armatei a 2-a franceze, a capitulat.

### Urmări
Franța a capitulat oficial în fața forțelor armate germane pe 22 iunie în același vagon de cale ferată de la Compiègne în care Germania a fost forțată să semneze în  1918  capituluarea la sfârșitul primului război mondial. Premierul francez Paul Reynaud a demisionat. Locul lui a fost luat de mareșalul  Philippe Pétain, care a anunțat prin radio populația franceză de intenția sa de a capitula. 

### Regimlul de la Vichy
Franța a fost împărțită în zona de ocupație germană în nord și vest și zona neocupată din sud. Pétain a format un guvern colaboraționist și și-a stabilit capitala în stațiunea balneară Vichy, regimul devenind astfel cunoscut ca Regimul de la Vichy.

### Franța Liberă
Charles de Gaulle, care fusese numit subsecretar de stat la ministerul apărării de către Paul Reynaud, se afla la Londra în momentul capitulării Franței. El a transmis pe cale undelor renumitul său Apel de pe 18 iunie, prin care refuza să recunoască legitimitatea guvernului de la Vichy, (în condițiile în care funcția de Președinte al Franței era vacant), și a început  să organizeze Forțele Franceze Libere. Unele dintre coloniile franceze, precum Africa Ecuatorială Franceză, s-au alăturat luptei lui de Gaulle, pe când altele, de exemplu Indochina Franceză, au fost ocupate de Japonia sau au rămas loiale Regimului de la Vechy. Italia a ocupat o regiune restrânsă în departamentul Alpes-Maritimes și insula Corsica. 

### Reacția britaniclor
Britanicii au început să se îndoiască că amiralul Darlan își va ține  promisiunea făcută lui Churchill să nu permită ca germanii să obțină controlul asupra flotei franceze de la Toulon și au atacat și distrus forțele navale franceze din Africa și din Europa, ceea ce a dus la creșterea animozității dintre foștii aliați francezi și englezi. (Vedeți și: Atacul de la Mers-el-Kebir).

## Regimul de la Vichy și Forțele Franceze Libere

### Preludiu
General Charles de Gaulle a fost membru al guvernului francez în timpul desfășurării Bătăliei Franței. În condițiile în care forțele franceze erau copleșite de atacul german, de Gaulle s-a alăturat gupului de politicieni care erau împotriva unei capitulări negociate în fața Germaniei Naziste și a Italiei Fasciste. Aceste puncte de vedere erau împărtășite și de președintele consiliului de miniștri, Paul Reynaud. Premierierul francez l-a trimis pe  de Gaulle pe post de emisar în Regartul Unit, unde de Gaulle s-a aflat în momentul prăbușirii guvernului francez. 
Pe 16 iunie, noul președinte al consiliului de miniștri, Philippe Pétain, a început negocieri cu Puterile Axei. Pe 18 iunie, de Gaulle s-a  adresat poporului francez în cadrul unei emisiuni radiodifuzate a postului BBC. El a cerut soldaților tereștri, marinarilor și aviatorilor să i se alăture în lupta împotriva dușmanilor patriei. Apelul de pe 18 iunie („Appel du 18 juin”) al lui de Gaulle nu a fost recepționat de marea masă a francezilor, dar discursurile care i-au urmat au fost urmărite în toată Franța. Unii dintre membrii cabinetului britanic au încercat să împiedice difuzarea discursului liderului francez, dar aceste încercări au fost zădărnicite de intervenția lui Winston Churchill. Apelul de pe 18 iunie este considerat în istoria franceză unul dintre cele mai faimoase discursuri politice. Pe 22 iunie, Pétain a semnat totuși capitularea Franței și a devenit liderul unui regim-marionetă cunoscut ca Regimul de la Vichy. (În Vichy își stabilise sediul noul guvern.)
De Gaulle a fost judecat în lipsă de autoritățile regimului colaboraționist francez și a fost condamnat la moarte pentru trădare. Pe de altă parte, de Gaulle se considera singurul membru al guvernului legal al lui Reynaud capabil să-și desfășoare în mod liber activitatea, considerând venirea lui Pétain ca o lovitură de stat, o mișcare politică neconstituțională.

### Crucea de Lorena

Steagul Franței cu crucea de Lorena, simbolul Franței Libere

Căpitanul de corvetă Thierry d'Argenlieu a fost acela care a sugerat pentru prima oară folosirea Crucii de Lorena ca simbol al Franței Libere. Acest simbol trebuia să reamintească francezilor curajul lui Ioana d'Arc și trebuia în același timp să fie o contrapondere la svastică – crucea nazistă. Prin ordinul de zi nr. 2/3 iulie 1940, veceamiralul Émile Muselier,  comandantul forțelor navale și aeriene ale Franței Libere, a creat steagul cu cele trei culori naționale franceze cu o cruce roșie de Lorena și cocarda care prezenta de asemenea crucea de Lorena.
În ciuda unor chemări repetate la arme, până la sfârșitul lunii iulie, doar 7.000 de voluntari se înrolaseră în Forțele Franceze Libere. Forțele navale franceze libere aveau cam 50 de nave și aproximativ 3.700 de marinari, care operau ca forță auxiliară a Marinei Regale Britanice.

### Mers El Kébir și războiul din Africa
Vedeți și: Atacul de la Mers-el-Kébir
Guvernul britanic s-a temut ca flota franceză să nu cadă în mâninile germanilor și italienilor. Pentru a îndepărta un asemenea pericol, premierul britanic  Winston Churchill a cerut ca vasele militare franceze să fie trecute sub controlul Aliaților, să fie transportate într-un port neutru sau să fie distruse de un atac britanic.  Royal Navy a încercat să convingă flota franceză să se supună termenilor concepuți de strategii britanici, dar nu au reușit și au hotărât să atace navele franceze din porturile Mers El Kébir și Dakar  pe 3 iulie 1940. Acest atac a produs o mare dezamăgire în Franță și a divizat opinia publică și sentimentele celor care ar fi fost dispuși să se alăture forțelor FFL din Anglia sau din alte regiuni. De asemenea, încercările de convingere a forțelor franceze din Dakar să se alăture lui de Gaulle au dat greș.
În toamna anului 1940, coloniile franceze Camerun și Africa Ecuatorială Franceză s-au alăturat Franței Libere. Alte colonii franceze precum Noua Caledonie, Polinezia Franceză și Noile Hebride s-au alăturat mai târziu FFL. Coloniile Indochina Franceză, Guadelupa și Martinica au rămas sub controlul guvernului de la Vinchy.

#### Batălia de la Dakar
Vedeți și: Campania din Africa de vest (al doilea război mondial) și Bătălia de la Dakar
Bătălia de la Dakar, cunoscută și ca „Operațiunea Amenințarea”, a fost o încercare eșuată a Aliaților de capturare a portului strategic Dakar din Africa Occidentală Franceză (din Senegalul zilelor noastre), port care se afla sub controlul autorităților Regimului de la Vichy.
De Gaulle a considerat că poate convinge forțele vichyșiste din Dakar să se alăture cauzei Aliaților. Dacă ar fi reușit acest lucru ar fi apărut mai multe avantaje: unul politic, odată cu trecerea unei alte colonii franceze sub controlul FFL, unul practic, dat fiind faptul că rezervele de aur ale Banque de France și ale guvernului polonez în exil erau depozitate la Dakar, dar și  unul militar, din acest port putându-se organiza o mai bună protecție a convoaielor aliate care navigau în dreptul Africii. (În acel moment, Aliații foloseau în acest scop portul Freetown).
Pentru cucerirea Dakarului a fost trimisă o forță navală compusă dintr-un portavion, două cuirasate (vechi din timpul primului război mondial), patru crucișătoare și zece distrugătoare. La asalt urmau să participe mai multe transportoare de trupe cu 8.000 de soldați la bord. Ei ar fi trebuit mai întâi să negocieze cu guvernatorul vichyist și, în caz de nereușită, să ia cu asalt portul.
Forțele franceze din Dakar erau conduse de cuirasatul „Richelieu”, unul dintre cele mai moderne vase ale flotei franceze. Acest cuirasat părăsise portul Brest pe 18 iunie, mai înainte ca orașul să fie cucerit de germani. În acel moment, „Richelieu” era finalizat doar în porporție de 95%. Mai înainte de formarea guvernului colaboraționist francez, în portul Dakar opera și portavionul britanic „Hermes”. După instaurarea regimului marionetă de la Vichy, portavionul „Hermes” a părăsit portul și a rămas în patrulare, alăturândui-se crucișătorul greu „Australia”. Avioanele de pe „Hermes” au atacat cuirasatul „Richelieu”, au reușit să-l imobilizeze după ce l-au lovit cu o torpilă, dar vasul francez a continuat să funcționeze ca baterie plutitoare de artilerie. În portul Dakar mai existau și trei submarine și mai multe vase auxiliare, aflate sub controlul autorităților de la Vichy.  Trei crucișătoare franceze însoțite de trei distrugătoare au părăsit cu doar câteva zile mai înainte portul Toulon îndreptându-se spre Dakar: „Gloire”, „Georges Leygues” și „Montcalm”. „Gloire” a fost încetinit de unele probleme mecanice și a fost interceptat de „Australia”, fiind forțat să se îndrepte spre  Casablanca. Restul navelor franceze au reușit să ajungă în siguranță la Dakar.
Pe 23 septembrie, avioanele aliate au parașutat fluturași de propagandă asupra Dakarului. Mai multe avioane ale FFL au decolat de pe portavionul „Ark Royal” și au aterizat pe aeroportul orașului, dar piloții au fost luați prizonieri. O ambarcațiune cu reprezentanții FFL la bord a încercat să intre în port, dau a fost întâmpinată cu foc.  Vasele militare vichyiste, care încercau să părăsească portul, au fost întâmpinate cu tiruri de avertisment lansate de pe „Australia”. Vasele franceze s-au retras în port, artileria de coastă franceză a deschis focul împotriva „Australiei”. Au avut loc schimburi de focuri între crucișătoarele și cuirasatele aliate și forturile franceze. În seara aceleiași zile, crucișătorul „Australia” a lovit și incendiat distrugătorul francez „L'Audacieux”, care a eșuat în scurtă vreme pe plajă.
Tot în aceeași seară a fost efectuată o tentativă de debarcare a trupelor FFL pe o plajă de la nord-est de Dakar, dar vasele de debarcare au fost întâmpinate cu un foc puternic din fortificațiile de coastă care apărau țărmul. În această situație, de Gaulle dorește să continue  o luptă fraticidă și a anulat atacul.
În următoarele două zile, flota aliată a atacat paza de coastă din regiunea Dakarului. Două submarine vichyiste au fost scufundate și un distrugător a fost avariat. În același timp, și flota aliată a suferit pierderi importante, ambele cuirasate și două crucișătoare fiind avariate. Aliații au abandonat operațiunea militară, lăsând Dakarul și Africa Occidentală Franceză în mâinile autorităților de la Vichy.
Efectele eșecului de la Dakar au fost în primul rând de ordin politic. Credibilitatea lui de Gaulle a avut mult de suferit în fața Aliaților și nici măcar succesul din campania din Gabon din noiembrie 1940 nu a reușit să restabilească complet prestigiul lui.

#### Bătălia de la Kufra
După căderea Franței și descompunerea imperiului său colonial, steagul ei flutura încă deasupra fostului fort italian de la El Tag, care domina oaza Kufra din sudul Libiei. FFL a declanșat un atac, care avea o importanță politică și propagandistică: semnifica recucerirea teritoriilor franceze și eliberarea de sub dominația Puterilor Axei.
Colonelul Leclerc și locotent-colonelul d’Ornano (comandantul FFL din Ciad), la comanda lui de Gaulle, au organizat atacul pozițiilor italiene din Libia. Sarcina atacării oazei Kufra a fost foarte dificilă din cauza folosirii unor mijloace de transport necorespunzătoare pentru traversarea dunelor  de nisip și a câmpurilor pietroase acoperite cu nisip fin.
Francezii au fost ajutați de „Long Range Desert Group” (LRDG) comandată de maiorul britanic Pat Clayton. Clayton avea sub comanda lui 76 de soldați și 26 de vehicule.
Pentru a sprijini atacul împotriva oazei Kufra, a fost organizat un raid împotriva oazei Murzuk, capitala regiunii Fezzan din Libia. Forțele combinate FFL-LRDG au plecat din Kayonge pe 6 ianuarie 1941 și au ajuns la Murzuk pe 11 ianuarie. Aliații au atacat în plină zi, surprinzând gărzile italiene și au devastat baza militară inamică. Cea mai mare parte a grupului aliat a atacat fortul principal, în vreme ce o grupă a atacat aeroportul, distrugând trei avioane  de transport și bombardament Caproni.
Un atac diversionist al trupelor coloniale călare pe cămile a eșuat datorită trădării ghizilor locali. După acest eșec, Leclerc a folosit soldații pe cămile doar pentru acțiuni de recunoaștere.
După succesul de la Murzuk, Leclerc, care preluase comanda supremă  a trupelor din regiune, a pornit cu forțele terestre spre Kufra. Informațiile arătau că oaza este apărată de două linii defensive cu punctul forte fortul El Tag, aceste linii fiind formate din garduri de sârmă ghimpată, tranșee, mitraliere și artilerie antiaeriană. Garnizoana era compusă din militari ai infanteriei coloniale sub comanda colonelului Leo, plus trupe auxiliare.
În afară de infanterie, oaza mai era apărată de o companie mobilă specializată, predecesorul vestitei „La Compania Auto-Avio-Sahariana”. Militarii acestei companii erau veterani ai războiului în deșert, care foloseau camioane Fiat și Lancia pe ale căror platforme erau montate mitraliere grele și arme antiaeriene, plus un număr de vehicule blindate. Această companie era destinată sprijinului aviației în desfășurarea acțiunilor de recunoaștere și atac la sol.
Leclerc nu a fost capabil să învingă această companie mobilă italiană și a cerut în schimb Long Range Desert Group (LRDG) să o urmărească și să o oblige să capituleze din lipsă de provizii. Comunicațiile LRDG au fost însă interceptate de italieni, camioanele aliate fiind atacate din aer și de la sol. După ce au suferit pierderi importante în oameni și materiale, (inclusiv comandantul formației,maiorul Clayton), LRDG a fost retrasă pentru refacere. Leclerc a rămas doar cu un singur camion al LRDG echipat corespunzător pentru circulația în deșert.
Leclerc a continuat operațiunea, în ciuda faptului că italienii intraseră în posesia unei copii a planului aliat de atac atunci când l-au luat prizonier pe maiorul Clayton. După o serie de acțiuni de recunoaștere, Leclerc și-a reorganizat trupele pe 16 februarie. A abandonat două vehicule blindate, păstrând doar piesele funcționale de artilerie. El a atacat militarii companiei mobile italiene, reușind să o înfrângă pe 17 februarie. După acest succes, Leclerc a încercuit oaza El Tag și, în ciuda unor atacuri ale resturilor companiei mobile italiene și a atacurilor din aer, trupele au organizat un asediu al garnizoanei italiene. După lupte care au durat până pe 28 februarie, italienii, în ciuda superiorității lor numerice, au inițiat negocieri pentru capitulare. Garnizoana italiană s-a predat pe 1 martie 1941, oaza Kufra intrând sub controlul FFL.

#### Bătălia de la Bir Hakeim
Bătălia de la Bir Hakeim (26 mai 1942 – 11 iunie 1942) s-a dus între  Afrika Korps și Divizia I franceză, sprijinită de Divizia a 7-a blindată britanică. Germanii au luptat sub comanda lui Erwin Rommel, iar francezii au fost comandați de generalul Marie Pierre Koenig. Luptătorii francezi au rezistat eroic 16 zile, timp în care aliații au făcut preparativele pentru bătălia de la El Alamein.
Germanii au atacat localitatea Bir Hakeim pe 26 mai 1942. În următoarele două săptămâni, avioanele Luftwaffe au efectuate peste  1.400 de misiuni, pentru sprijinirea atacurilor diviziilor germane și italiene. Germanii au cerut francezilor să se predea, dar generalul Koenig a contraatacat în mai multe rânduri (pe 2, 3 și 5 iunie). Francezii au fost aprovizionați în timpul nopții  cu ajurorul mașinilor blindate britanice. Royal Air Force a aprovizionat din aer trupele franceze. 
Comandamentul aliat a autorizat pe 9 iunie retragerea francezilor de la Bir Hakeim, retragere care a început în noaptea de 10 – 11 iunie.

## Dezvoltarea și organizarea
De Gaulle a organizat în septembrie 1941 guvernul francez în exil, așa-numitul Comité National Français (CNF; Comitetul Național Francez). Pe 24 noiembrie același an, SUA a introdus CNF în programul Lend-Lease.
În timpul Operațiunii Torch, invazia Aliaților în Africa Franceză de Nord aflată sub controlul Regimului de la Vichy din noiembrie 1942, un mare număr de soldați vichyiști au capitulat și s-au alăturat cauzei Franței Libere. Apărarea de coastă franceză a fost atacată și cucerită de Rezistența franceză. Generalul vichyist  Henri Giraud a trecut de partea aliaților Aliaților, dar generalul  de Gaulle a păstrat spre nemulțumirea americanilor conducerea FFL. De Gaulle a motivat acțiunea sa prin lipsa de autoritate a lui Giraud.
După succesul Operațiunii Torța, Germania a început să se îndoiască de loialitatea regimului colaboraționist francez și a ocupat și restul Franței în noiembrie 1942 (Case Anton). Ca urmare, peste 60.000 de soldați francezi din Africa de Nord de sub controlul Regimului de la Vichy au schimbat tabăra, trecând de partea Aliaților. S-a format astfel Corpul al XIX-lea francez.  Aceste forțe au luptat în Tunisia alături de Armata I britanică și de Corpul al II-lea american până în aprilie 1943. Corpul al XIX-lea francez avea în dotare echipamente militare demodate și a suferit pierderi importante, peste 16.000 de oameni, în luptele cu un inamic superior la toate capitolele.
FFL au luptat de asemenea împotriva trupelor italiene din Etiopia și Eritreea, dar și împotriva trupelor franceze loiale regimului de la Vichy din Siria și Liban. (Vedeți și:  Campania din Siria și Liban (al doilea război mondial))
FFL a primit până în noiembrie 1943 suficient echipament militar modern prin intermediul programului Lend-Lease pentru reechiparea a o divizii. Acest fapt a permis francezilor să returneze echipamentul împrumutat de la britanici. În acest moment unitățile FFL și fostele unități vichyiste trecute de partea Aliaților s-au unit pentru a forma Corpurile Expediționare Franceze.

### Forțele aeriene
FFL a dispus de suficienți piloți, proveniți în principal din bazele aeriene din coloniile africane, pentru a forma mai multe escadrile care au acționat în Anglia și Africa de Nord. Francezii au folosit la început aparate de zbor de diferite tipuri – franceze, britanice și americane. Rezultatele lor inițiale au fost modeste la început, iar cooperarea cu forțele terestre a lăsat de dorit.
La inițiativa generalului de Gaulle, pe 1 septembrie 1942 a fost format „Groupe de Chasse 3 Normandie” (Grupul de vânătoare 3 Normandia), care a luptat pe frontul de răsărit alături de piloții sovietici. Grupul s-a remarcat prin numeroasele victorii aeriene, (273 avioane inamice doborâte), fiind decorat cu Legiunea de Onoare și Ordinul Steagul Roșu. Pentru contribuția sa deosebită la victoria din bătălia de pe râul Neman, Stalin a schimbat  numele Grupului în „Normandie-Neman”. În zilele noastre, un regiment al Armatei aerului a 11-a a Federației Ruse poartă numele „Normandia-Neman” (Нормандия – Неман) în cinstea piloților francezi.

### Forces Françaises CombattantesșiConseil National de la Résistance
Rezistența franceză a devenit treptat o mișcare din ce în ce mai puternică. Charles de Gaulle a pus la punct un plan pentru unirea tuturor grupurilor de rezistență sub conducerea sa. El a schimbat numele propriei mișcări în  Forces Françaises Combattantes, după care l-a trimis pe Jean Moulin în Franța pentru unirea celor mai importante opt grupuri de rezistență într-o organizație unică - Conseil National de la Résistance. Moulin și-a îndeplinit sarcina, dar a fost capturat în cele din urmă de germani și a murit în urma torturii.

## Contribuția franceză la campania din Italia
Francezii au participat cu unități la campania din Italia cu două divizii și două brigăzi independente, de la sfârșitul anului 1943 până pe 23 iulie 1944. În 1944, unitățile franceze din Italia au fost întărite cu încă două divizii și au jucat un rol de primă importanță în timpul bătăliei de la Monte Cassino. După cucerirea Romei de către Aliați, unitățile franceze au fost retrase treptat din Italia și au fost încorporate în Armata I franceză, (cunoscută și ca „Armata B”), care a participat la debarcarea din sudul Franței.
În perioada septembrie-octombrie, o forță franceză compusă din circa 6.000 de militari ai Corpului I francez a eliberat Corsica, luptând împotriva a aproximativ 30.000 de  germani (Divizia a 90-a infanteriei ușoară și Sturmbrigade Reichsführer-SS). În Corsica erau prezente și trupe italiene, aproximativ 45.000 de soldați, din care o parte au trecut de partea Aliaților. Corsica a devenit astfel primul depertament al Franței eliberat de sub ocupația străină în timpul celui de-al doilea război mondial.
Acest succes a fost urmat de cucerirea insulei Elba de către Divizia a 9-a infanterie colonială și câteva batalioane de trupe speciale ale Corpului I trupe de asalt.

## Eliberarea Franței
În timpul campaniei din Italia, aproximativ 130.000 de soldați ai FFL au luptat în tabăra Aliaților. În timpul debarcării din Normandia, forțele Franței Libere numărau aproximativ o jumătate de milion de soldați ai trupelor regulate și cam 100.000 de luptători ai FFI. Divizia a 2-a blindată franceză de sub comanda generalului Philippe Leclerc a debarcat în Normadia și a fost cea care a condus marșul pentru eliberarea Parisului. Luptătorii FFI au organizat ample acțiuni de hărțuire a inamicului, organizând ambuscade, distrugând drumuri, poduri și căi ferate sau au luptat activ  alături de trupele regulate ale Aliaților.

### Debarcarea din sudul Franței
Operațiunea Dragonul a fost numele de cod al debarcării aliate din sudul Franței din timpul celui de-al doilea război mondial (15 august 1944). Debarcarea a avut loc într-o regiune care se întindea de la Toulon până la Cannes. Această operațiune a fost cunoscută la început ca „Nicovala”, care ar fi trebuit să fie o acțiune complementară operațiunii „Ciocanul”, după cum fusese denumită inițial de către strategi debarcarea din Normandia. Odată cu trecerea timpului, ambele operațiuni au fost redenumite, „Nicovala” fiind rebotezată „Dragonul”, iar „Ciocanul” – „Overlord”. Winston Churchill s-a opus organizării acestei operațiuni și se spune că el este și cel care i-a dat numele ( joc de cuvinte în limba engleză: dragoon = dragon, to be dragooned into = a fi forțat să facă ceva).
Inițial, planul prevedea ca debarcarea să fie executată de trupe franceze și americane, care urmau să elibereze în prima fază Toulon, mai apoi Marsilia, mai târziu fiind adăugat și orașul Saint Tropez. Planul a fost refăcut de mai multe ori de-a lungul anului 1944, funcție de conflictul de interese dintre liderii  britanici , care susțineau că trupele și echipamentele trebuiau direcționate către Italia, și cei americani, care erau în favoarea debarcării din sudul Franței. Aceste fricțiuni au făcut parte dintr-o mai amplă dispută strategică anglo-americană.
Declanșarea operațiunii Dragonul a fost favorizată de iminenta cucerire a Romei pe de-o parte și succesul operațiunii Cobra – străpungerea liniilor germane care încercau să stăvilească ieșirea din punga din Normandia. Ziua Z a operațiunii Dragonul a fost stabilită pentru 15 august 1944. Aprobarea finală a fost dată rapid.
Pentru consolidarea forțelor aliate franco-americane care urmau să declanșeze debarcarea din sudul Franței,  a fost creat pe 1 august 1944 în  Corsica Grupul al 6-lea de armate americane de sub comanda generalului Jacob L. Devers.
Trupele debarcate erau formate din trei divizii americane, o divizie de blindate franceză. și mai multe unități independente franceze. Divizia a 3-a americană a debarcat pe plaja Alfa (Cavalaire-sur-Mer), divizia a 45-a americană a debarcat în centrul dispozitivului, pe plaja Delta  (Saint-Tropez), iar divizia a 36-a americană a debarcat pe plaja Camel de pe flancul drept (Saint-Raphaël). Debarcarea americanilor a fost sprijinită de trupele de comando franceze, care au atacat pe ambele flancuri, și de o forță aeropurtată combinată americano-britanică (parașutiști și infanterie transportată cu planoarele). Comandourile americano-canadiene au cucerit două insule din regiunea de debarcare, pentru a asigura protecția forțelor aliate.
Protecția navală a fost asigurată de crucișătoare, cuirasate, distrugătoare și portavioane franceze, americane și britanice, care au sprijinit debarcarea aliată prin asigurarea acoperirii de artilerie și celei aeriene.
În prima zi a operațiunii au fost debarcate aproximativ 94.000 de militari și peste 11.000 de vehicule. După succesul operațiunii Overlord, un mare număr de trupe germane erau blocate în nordul Franței, unde încercau să stăvilească înaintarea aliaților, iar alte trupe disponibile pentru lupta din sudul țării au fost împiedicate să intervină ca urmare a atacurilor extrem de violente ale rezistenței franceze. Ca urmare, germanii s-au retras din zonele de debarcare, aliații întâmpinând o rezistență scăzută, care le-a permis să înainteze rapid în interior. Înaintarea rapidă a trupelor aliate – 36 km în primele 24 de ore – a aprins flacăra insurecției în Paris.
După succesul debarcării primului val, a urmat un al doilea val de debarcare, compus din trupe americane (Armata a 7-a) și franceze (Armata I și Corpurile 1 și 2).
Retragerea precipitată a Armatei a 19-a germane a permis eliberarea fără o rezistență majoră a unor regiuni largi. Planurile inițiale luaseră în considerare o rezistență îndârjită a germanilor și subestimaseră nevoile de transport ale trupelor debarcate. Din această cauză, înaintarea aliaților a fost încetinită mai de grabă de criza de combustibil, decât de rezistența germanilor. Mai multe mari unități germane au reușit astfel să se retragă fără pierderi în Munții Vosgi sau în Germania.
Forțele debarcate în operațiunea Dragonul au făcut joncțiunea cu flancul sudic al trupelor debarcate în cadrul operațiunii Overlord la mijlocul lunii septembrie în dreptul orașului Dijon.
Unul beneficiile majore ale operațiunii a fost folosirea portului Marsilia. Înaintarea rapidă a trupelor aliate după succesele operațiunilor Cobra și Dragonul a fost încetinită până aproape de stopare în septembrie 1944 din cauza crizei de aprovizionare. Portul Marsilia și căile ferate din sudul Franței au fost rapid aduse în stare de funcționare, în ciuda marilor distrugeri provocate de trupele germane aflate în retragere. Portul Marsilia și căile ferate din sudul Franței au devenit o cale de maximă importanță pentru aprovizionarea trupelor aliate care înainta în Germania, asigurând cam o treime din volumul total de provizii.

### Sfârșitul războiului
În  drumul ei spre nord, Armata I franceză a eliberat Lyonul pe 2 septembrie 1944 și au înaintat în Munții Vosgi, eliberând Belfortul, iar, în noiembrie 1944, a închis așa numita „Poartă Belfort”. După cucerirea Porții Belfort, operațiunile franceze din zona Burnhaupt au dus la distrugerea Corpului al 4-lea Luftwaffe Korps. În februarie 1945, împreună cu Corpul al 31-lea american, Armata I franceză a distrus Punga Colmar și a curățat malul vestic al râului Rin din Germania la sud de Strasbourg. În martie 1945, Armata I au dus lupte pe Linia Siegfried, în pădurea Bienwald, lângă Lauterbourg. În cele din urmă, Armata I franceză a forțat Rinul lângă Speyer și au cucerit orașele Karlsruhe și Stuttgart. Armata I în aprilie 1945 a încercuit și capturat Corpul al 17-lea german din Munții Pădurea Neagră  și au cucerit sud-vestul Germaniei. Pe 7 mai 1945, Germania a semant capitularea la Rheims, în Franța. 

### Efectivele armatei franceze în ultimul an de război
Până în septembrie 1944, forțele FFL ajunseseră la aproximativ 560.000 de luptători, iar cele ale FFI la aproximativ 300.000, pentru ca la sfârșitul anului 1944, să se ridice la aproximativ un milion. Până la sfârșitul războiului în Europa, efectivele FFL ajunseseră la aproximativ 1.250.000. La sfârșitul războiului, în Germania luptau 7 divizii de infanterie și 3 divizii de blindate franceze.